# Thomas Cole
Pour les articles homonymes, voir Cole.
Thomas Cole, né le 1er février 1801 à Bolton, Angleterre et mort le 11 février 1848 à Catskill, État de New York, est un artiste américain du XIXe siècle. Il est considéré comme le fondateur de la Hudson River School, école de peinture qui s'épanouit aux États-Unis dans la seconde moitié du XIXe siècle. Les œuvres de Cole et ses amis se caractérisent par leur rendu réaliste et minutieux des paysages américains, notamment des régions sauvages,  et témoignent à la fois de l'influence du romantisme et du naturalisme.

## Biographie

### Années de jeunesse et formation
Cole naît en Angleterre, à Bolton, dans le Lancashire, en 1801. Il a seize ans et quelques rudiments de dessin acquis auprès d'un artisan lorsqu'en 1818, sa famille émigre vers les États-Unis pour s'installer à Steubenville, dans l'Ohio. C'est là que Cole se forme aux fondamentaux de la peinture auprès d'un artiste itinérant du nom de Stein. Il essaie de gagner sa vie comme portraitiste itinérant, mais sans succès, et se tourne alors vers le paysage. La famille s'installe à Pittsburgh en 1823, mais les affaires de son père se portant mal, Cole gagne Philadelphie en 1824, où il peut dessiner d'après des moulages en plâtre dans l'école des beaux-arts de la ville. En 1825, il rejoint sa famille qui s'est installée à New York.

### Carrière

#### Les premiers succès
À New York il réussit à vendre cinq tableaux à George W. Bruen, qui l'aide financièrement à effectuer un voyage dans la vallée de l'Hudson. Cole remonte le fleuve Hudson à l'automne 1825, l'année de l'inauguration du canal Érié. Il fait d'abord étape à West Point, puis à Catskill d'où il part explorer la partie orientale des montagnes Catskill, dans l'État de New York, réalisant les premiers paysages de cette région. Les premières mentions de son travail paraissent dans une revue critique du New York Evening Post, le 22 novembre 1825. La même année, il devient l'un des fondateurs de l'Académie américaine de design. À cette époque, Cole, né en Angleterre et habitué aux teintes automnales de son pays natal, où prédominent les bruns et les jaunes, est alors un des rares visiteurs à s'émerveiller des brillantes couleurs de l'automne dans cette région.
Cole rapporte deux vues de Coldspring et une de l'hôtel des monts Catskill (Catskill Mountain House). Il peint également la célèbre chute de Kaaterskill (Les Chutes de Kaaterskill, 1826) et les ruines du fort Putnam. De retour à New York, il expose cinq paysages dans la vitrine du libraire William Coleman. D'après le New York Evening Post, A. Seton se rend acquéreur des deux vues de Coldspring et les prête à l'académie des beaux-arts lors de son exposition annuelle en 1826. Parmi les œuvres exposées figure un paysage intitulé Vue du Fort Ticonderoga depuis Gelyna. Le talent de Cole attire l'attention de John Trumbull, peintre de la Révolution américaine, d'Asher Brown Durand et de William Dunlap. Trumbull, impressionné par les tableaux du jeune artiste, entre en contact avec lui, lui achète une de ses œuvres et le présente à un grand nombre de ses amis les plus fortunés, parmi lesquels Robert Gilmor (en) de Baltimore et Daniel Wadsworth de Hartford, qui joueront un rôle important comme mécènes de l'artiste.
Toujours en 1826, Cole reçoit commande d'un tableau destiné à la décoration intérieure du bateau à vapeur L'Albany, qui remontait le fleuve Hudson à partir de New York : Cole peint Un paysage avec une scène du Dernier des Mohicans, inspiré du roman éponyme de James Fenimore Cooper,.

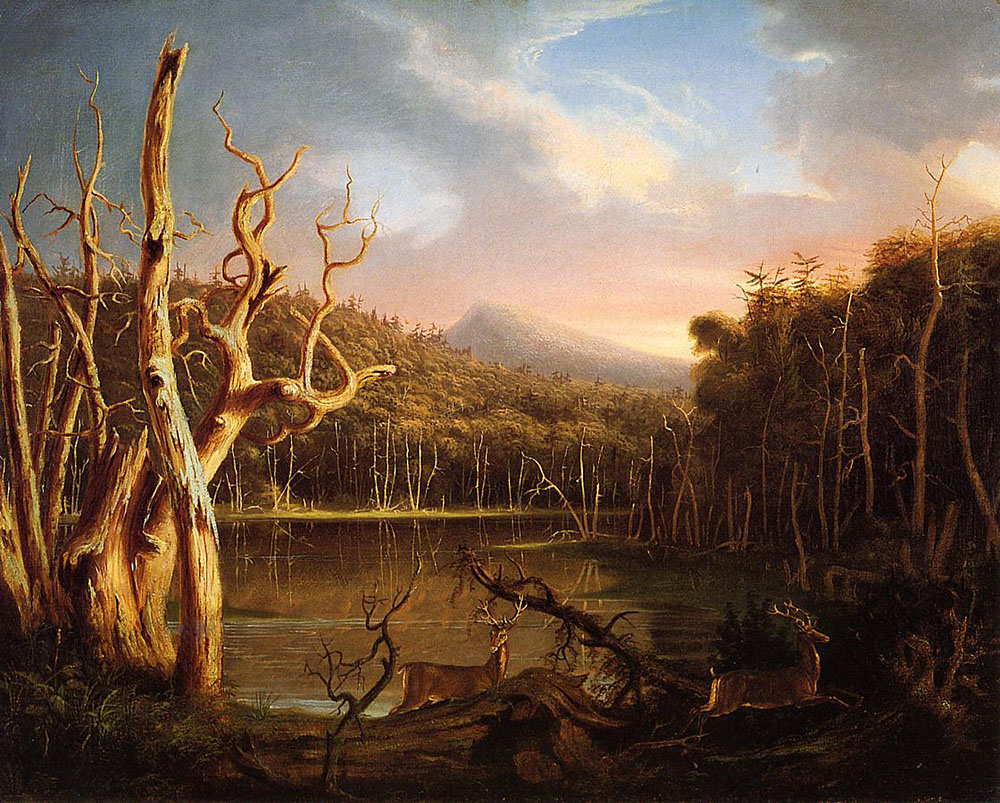
Lac aux  arbres morts (1825), Allen Memorial Art Museum, Oberlin (Ohio)
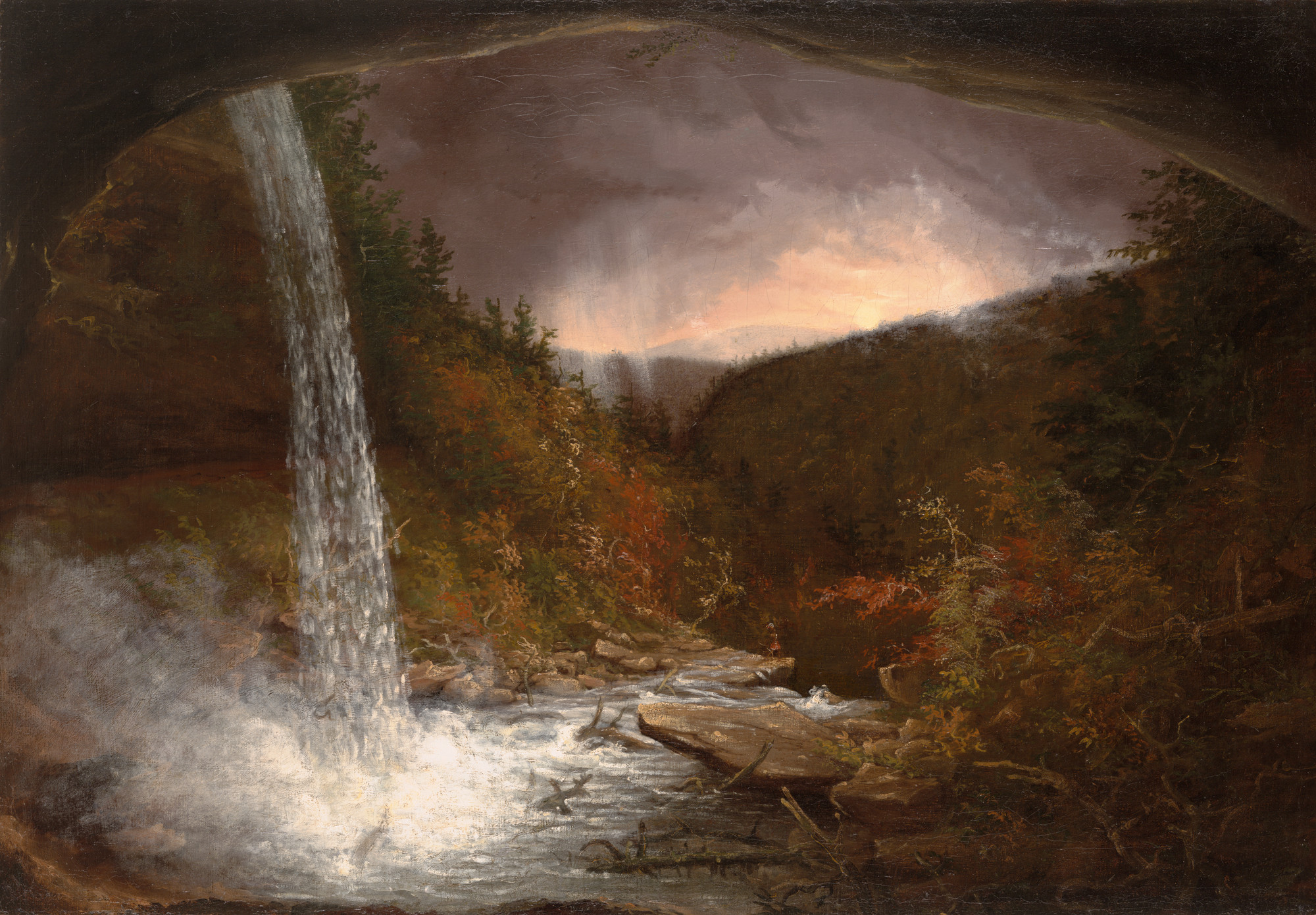
Les Chutes de Kaaterskill (1826), Wadsworth Atheneum, Hartford (Connecticut)
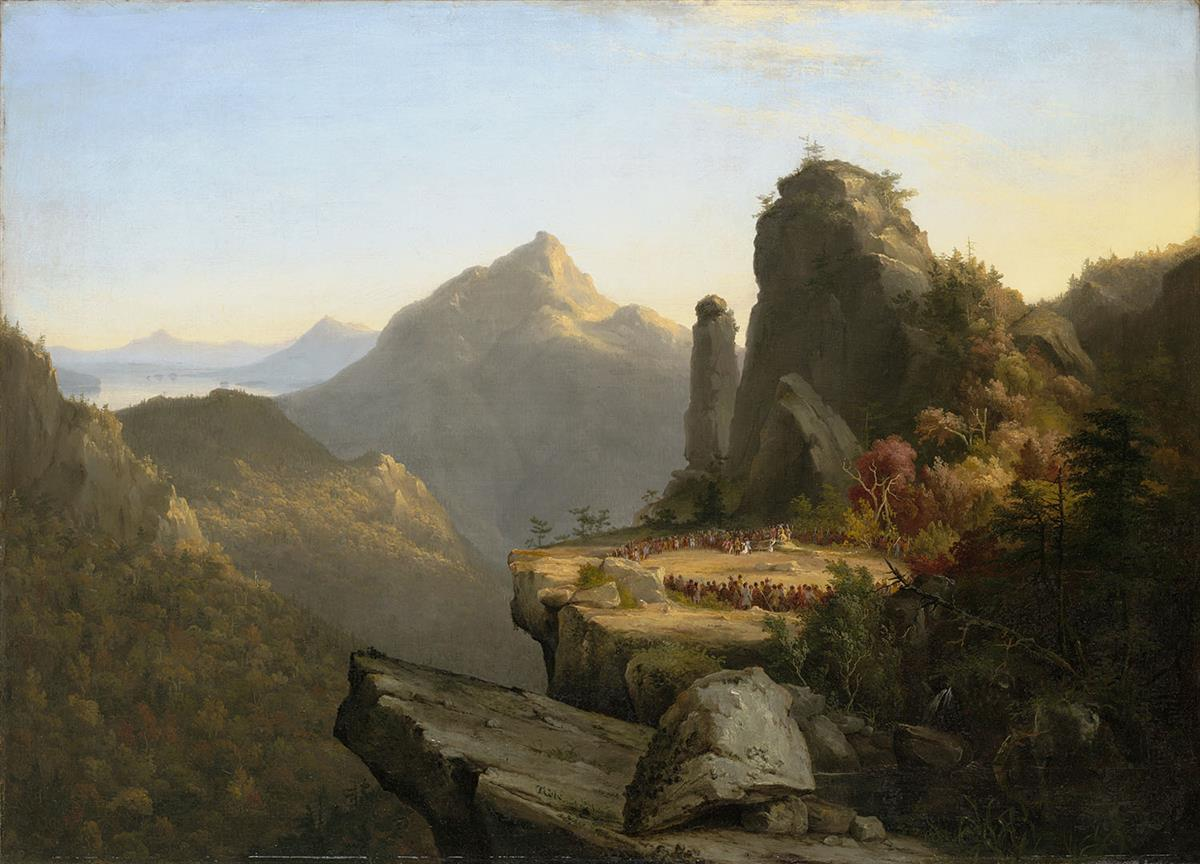
Un paysage avec une scène du Dernier des Mohicans (1826) collection Terra Foundation for American Art, Daniel J. Terra Collection, Chicago

#### La notoriété

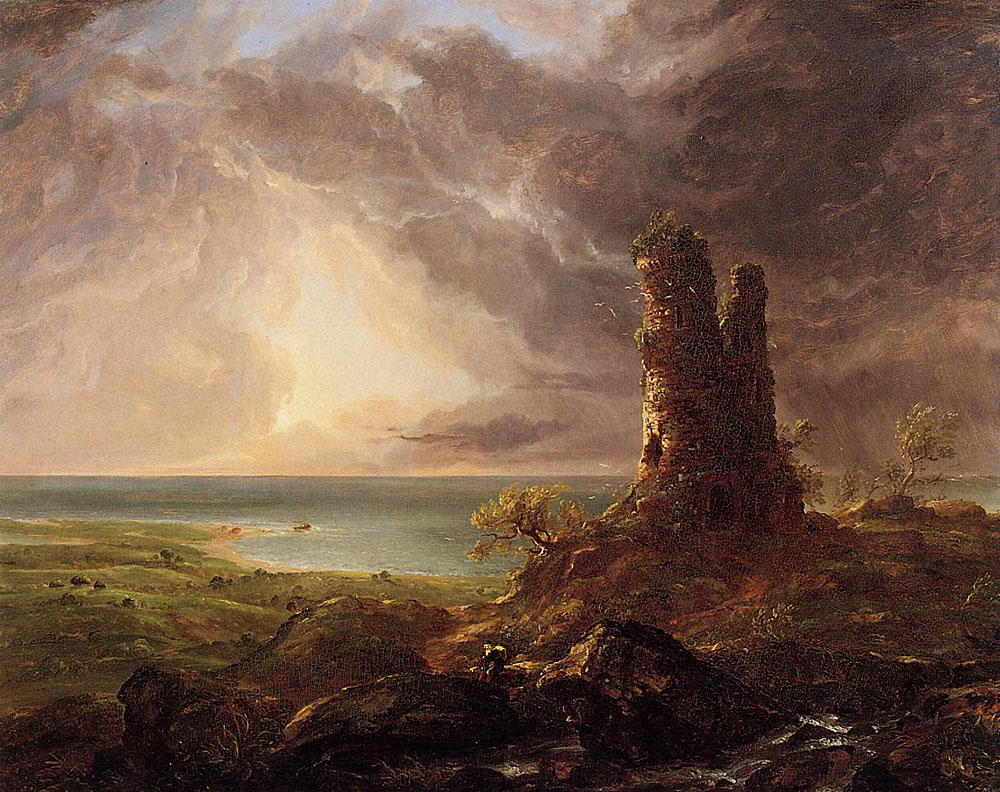
Romantic Landscape with Ruined Tower, 1836, Albany Institute of History and Art, Albany (New York).

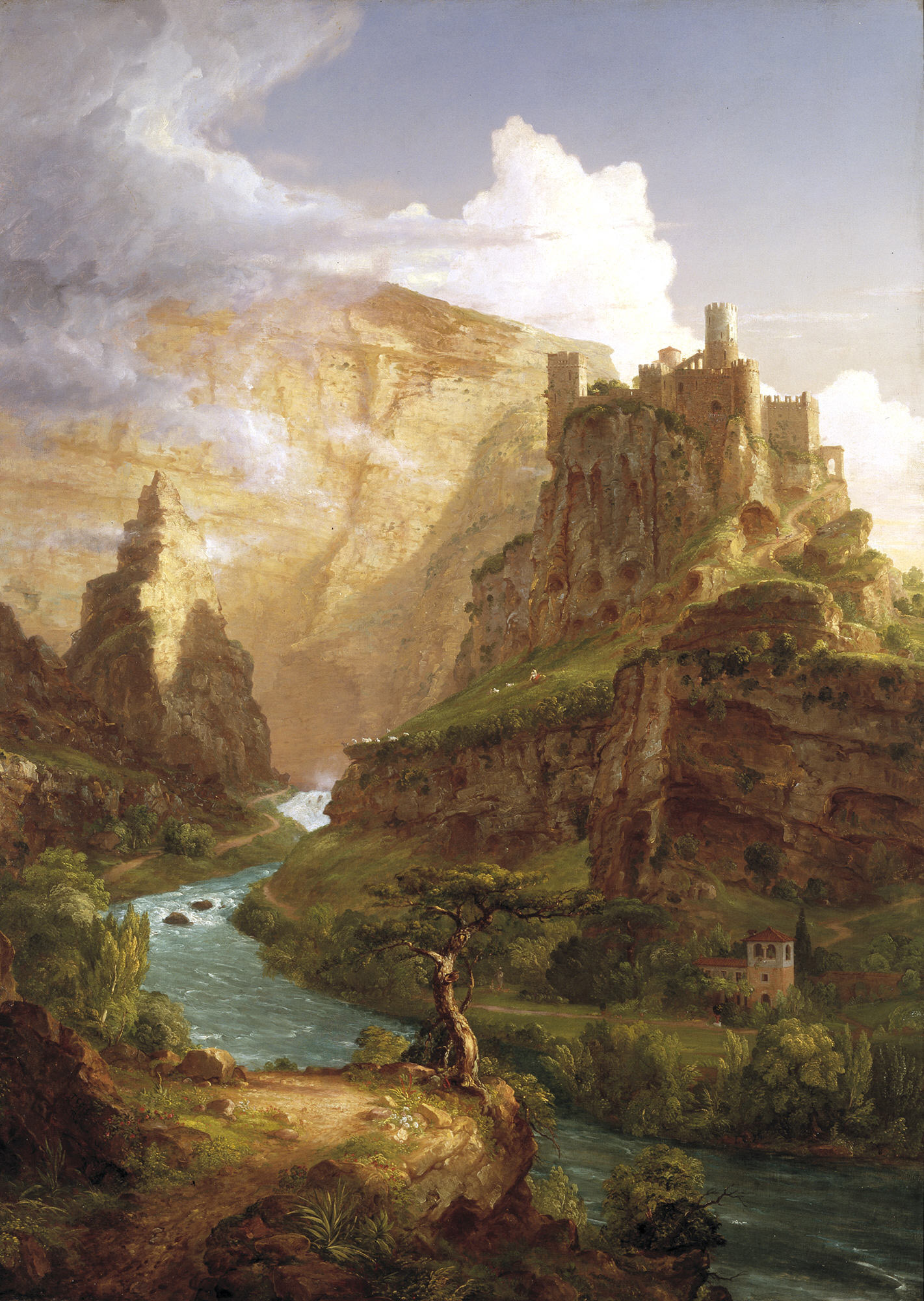
La Fontaine de Vaucluse, 1841, musée d'Art de Dallas, Dallas.

En 1827, Cole ouvre un atelier dans une ferme à Cedar Grove dans la ville de Catskill, état de New-York. Il exécutera une grande partie de son œuvre dans ce lieu.
En 1828, Cooper lui commande un paysage inspiré de ses romans, « sans les feuilles d’automne » du Paysage avec une scène du Dernier des Mohicans dont il juge l'effet trop voyant.
Entre 1829 et 1832, il effectue un premier séjour en Europe, visitant notamment Londres, Paris et l'Italie. À Londres, il est attiré par les œuvres des paysagistes Turner et Constable. À Paris, il découvre les paysages classiques du XVIIe siècle et sera influencé par les œuvres de Claude Lorrain. À Florence, il réalise une esquisse au crayon du paysage urbain qui s'offre depuis la basilique San Miniato al Monte. Il l'utilise plus tard pour sa peinture à l'huile intitulée Vue de Florence depuis San Miniato.
En 1836, Cole épouse Maria Bartow, une des nièces de son propriétaire, faisant de Catskill son lieu de résidence principal. La jeune femme avait alors 23 ans et lui 35. Cole, qui s'intéressait également à l'architecture à une époque où cette profession était moins réglementée qu'aujourd'hui, participe au concours organisé en 1838 pour la construction du siège de l'exécutif à Columbus. Son projet obtint la troisième place et le monument final est une synthèse entre les projets des trois premiers lauréats.
Le premier fils du couple, Theodore Alexander Cole, naît le 1er janvier de cette même année. L'année suivante naît Mary Bartow Cole, le 23 septembre 1839. Cole effectue alors un second séjour européen, de 1841 à 1842, accumulant les dessins et les esquisses dont il tirera les tableaux peints plus tard dans son studio de Catskill. Il exerce une influence significative sur ses pairs, notamment sur Asher Brown Durand, Jasper Francis Cropsey et Frederic Edwin Church. Ce dernier fut d'ailleurs son élève de 1844 à 1846.
Lui et Maria auront encore trois enfants : Emily, née le 27 août 1843, Elizabeth, née le 5 avril 1847 et morte en bas âge, enfin Thomas Jr., né le 16 septembre 1848.
Thomas Cole meurt à Catskill le 11 février 1848, à l'âge de 47 ans, des suites d'une pneumonie.

## Œuvre

### Paysages et allégories
Si Cole fut avant tout paysagiste, il se consacre également à la peinture allégorique. La plus célèbre de ces allégories est un ensemble de cinq toiles, Le Cours de l'Empire (ou Destin des Empires), qui retrace l'évolution d'un même lieu de l'état sauvage à la naissance de la civilisation, son développement son déclin et sa mort. Cole a été inspiré par la lecture de l'Histoire de la décadence et de la chute de l'Empire romain d'Edward Gibbon, publié entre 1776 et 1778. L'œuvre se trouve dans la collection de la société d'histoire de New York.

Les cinq toiles du Destin des Empires
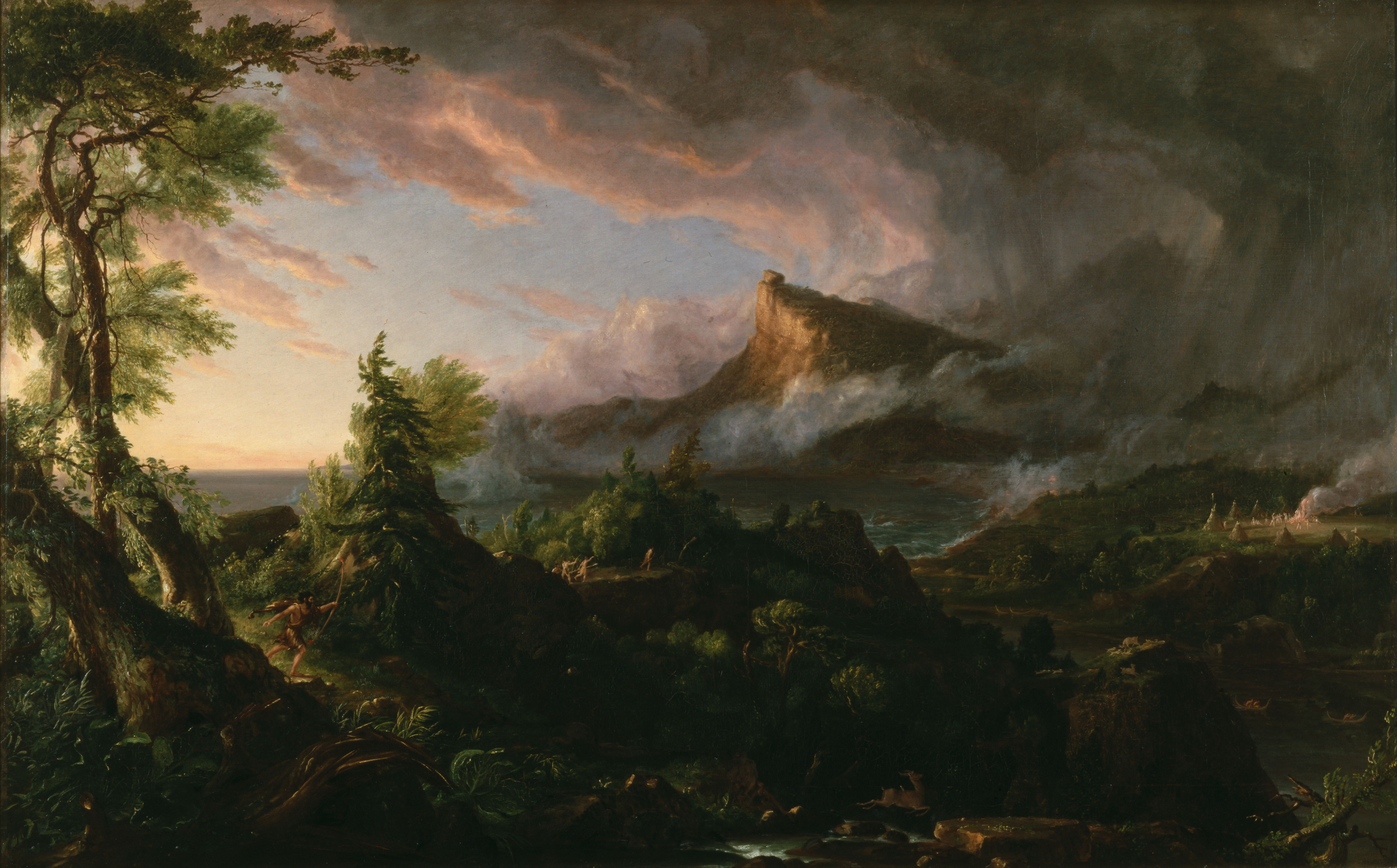
L'État sauvage (1836).
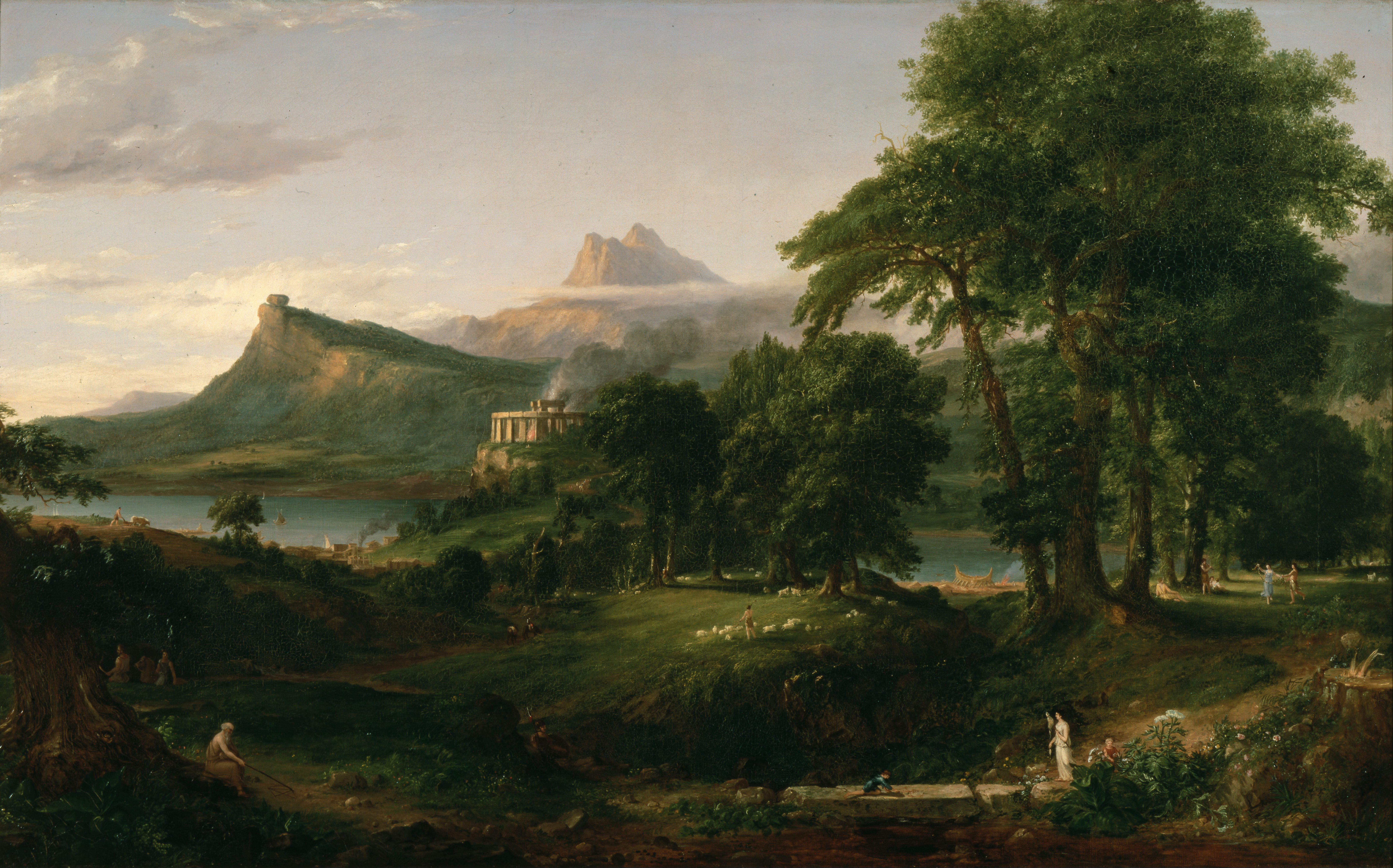
L'État pastoral (1836).
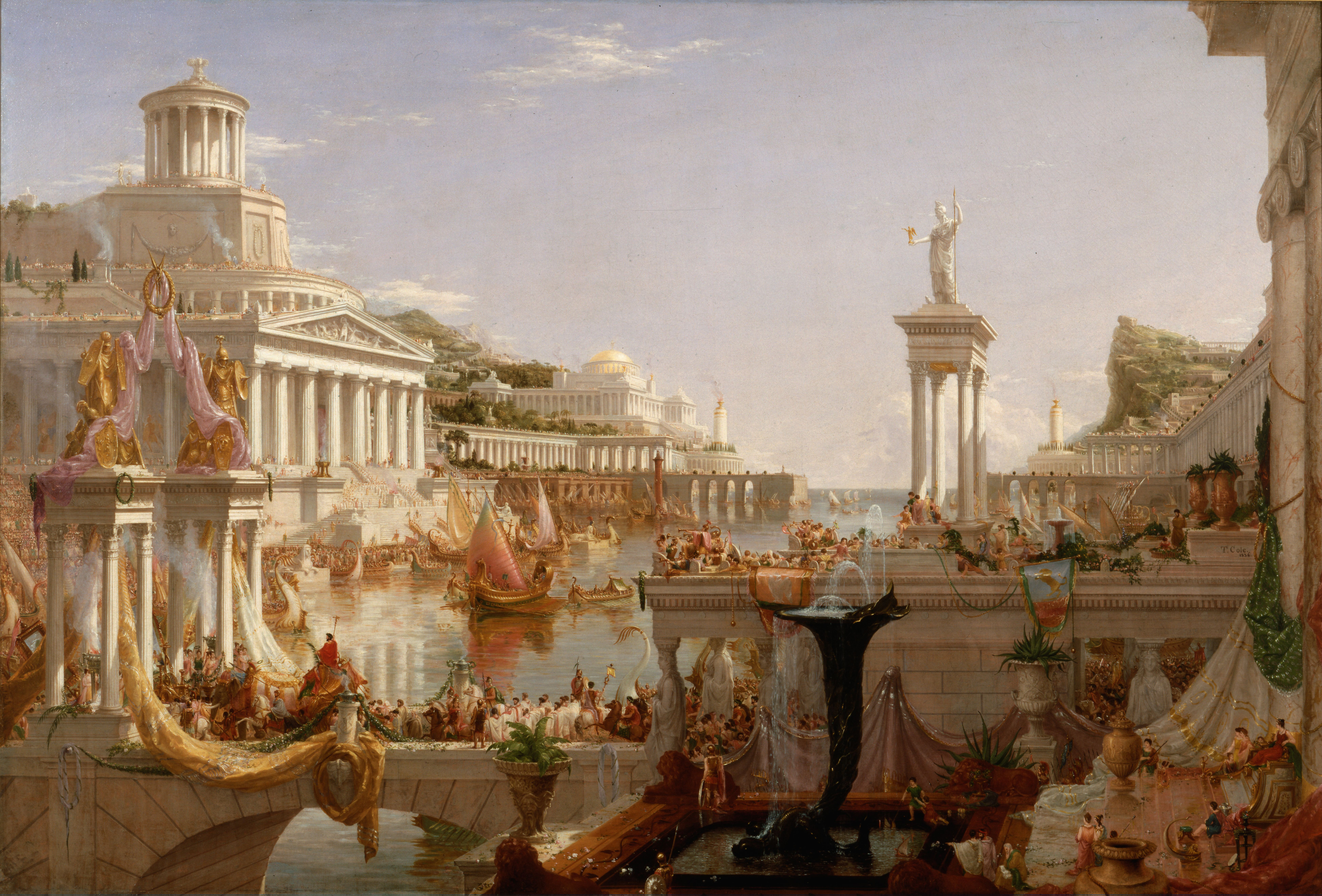
L'Apogée (1836).
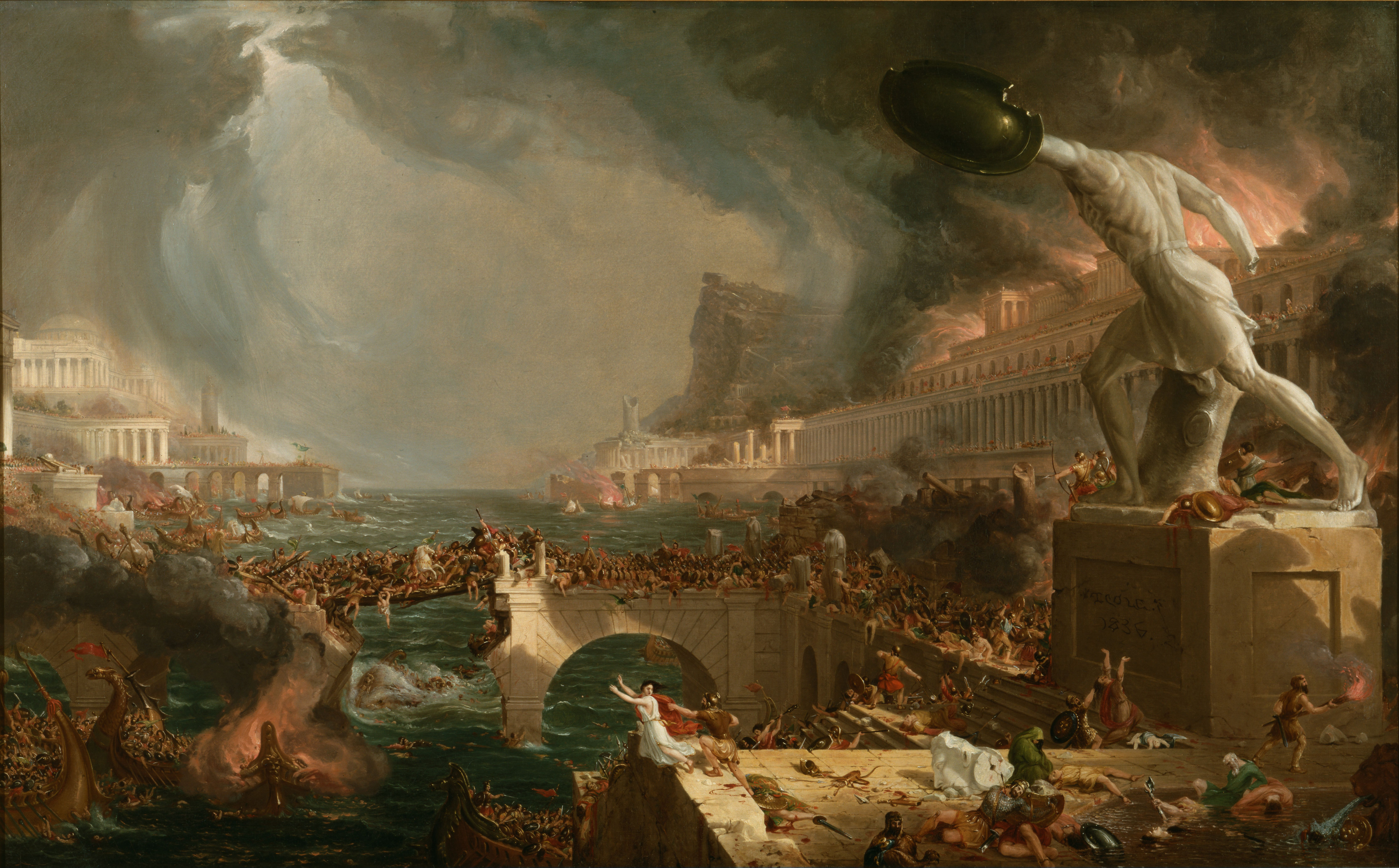
La Destruction (1836).
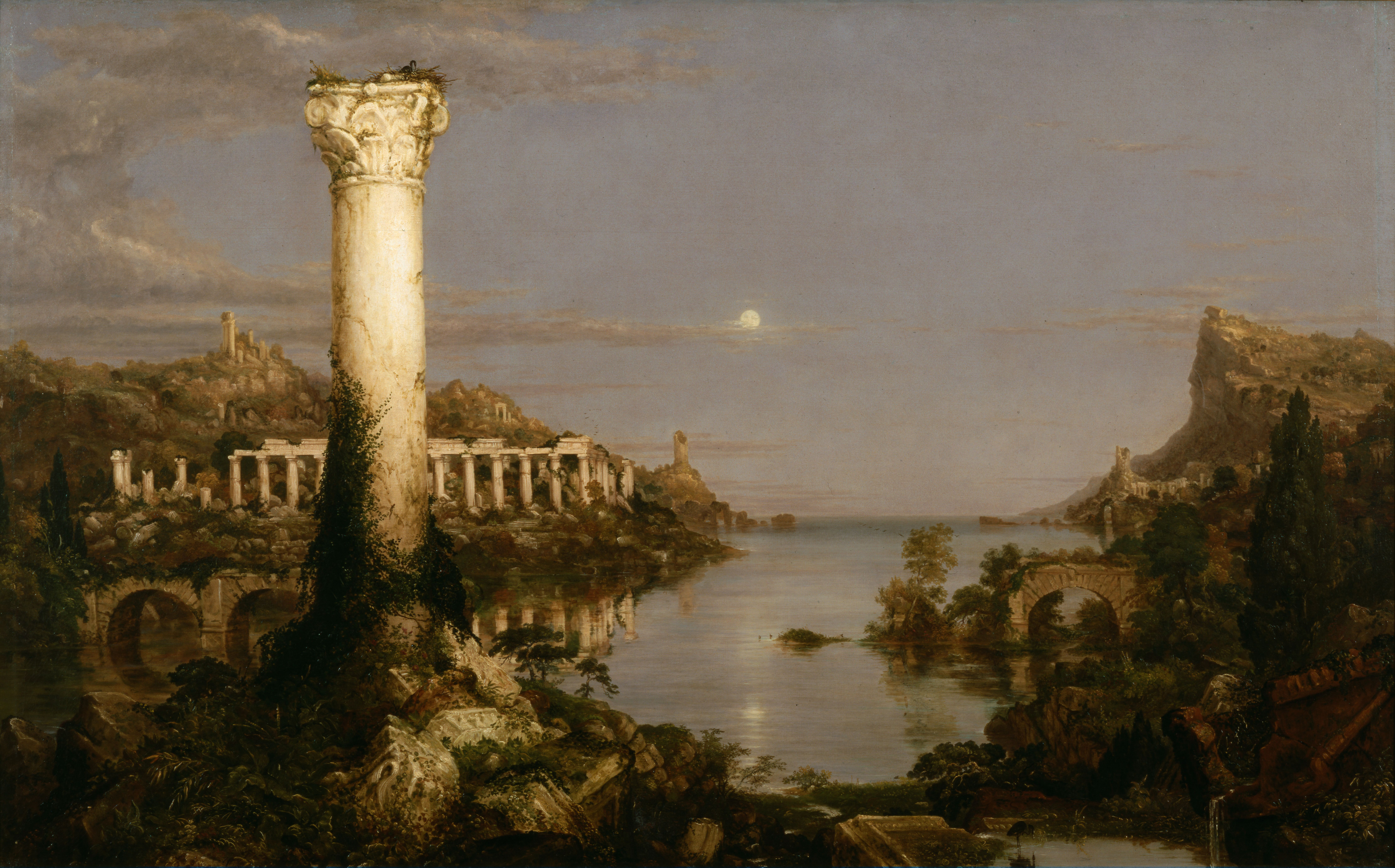
La Désolation (1836).

Également connu est son Voyage de la vie (The Voyage of Life) en quatre tableaux, Enfance, Jeunesse, Maturité et Vieillesse. Il existe deux versions de cette dernière allégorie, dont l'une appartient à la National Gallery de Washington et l'autre au Munson-Williams-Proctor Arts Institute à Utica. L'artiste  donne cette interprétation de l’Enfance dans l'académie nationale de dessin où les tableaux furent exposés pour la première fois en 1840 :  

« La caverne sombre représente notre origine terrestre et les mystères du passé. L'esquif, composé des représentations des Heures, incarne l'idée que c'est porté par elles que nous nous descendons le fleuve du temps.  L'embarcation dénote ce thème dans chaque image. La lumière rose du matin, les plantes et les fleurs luxuriantes sont les métaphores des premières années de la vie. Les rives rapprochées, et l'étroitesse du paysage reflètent les limites de l'expérience de l'enfant et la nature de ses plaisirs et de ses désirs. Le lotus égyptien, au premier plan de la toile, est le symbole de la vie. La joie et l'émerveillement sont les émotions caractéristiques de l'enfance. »

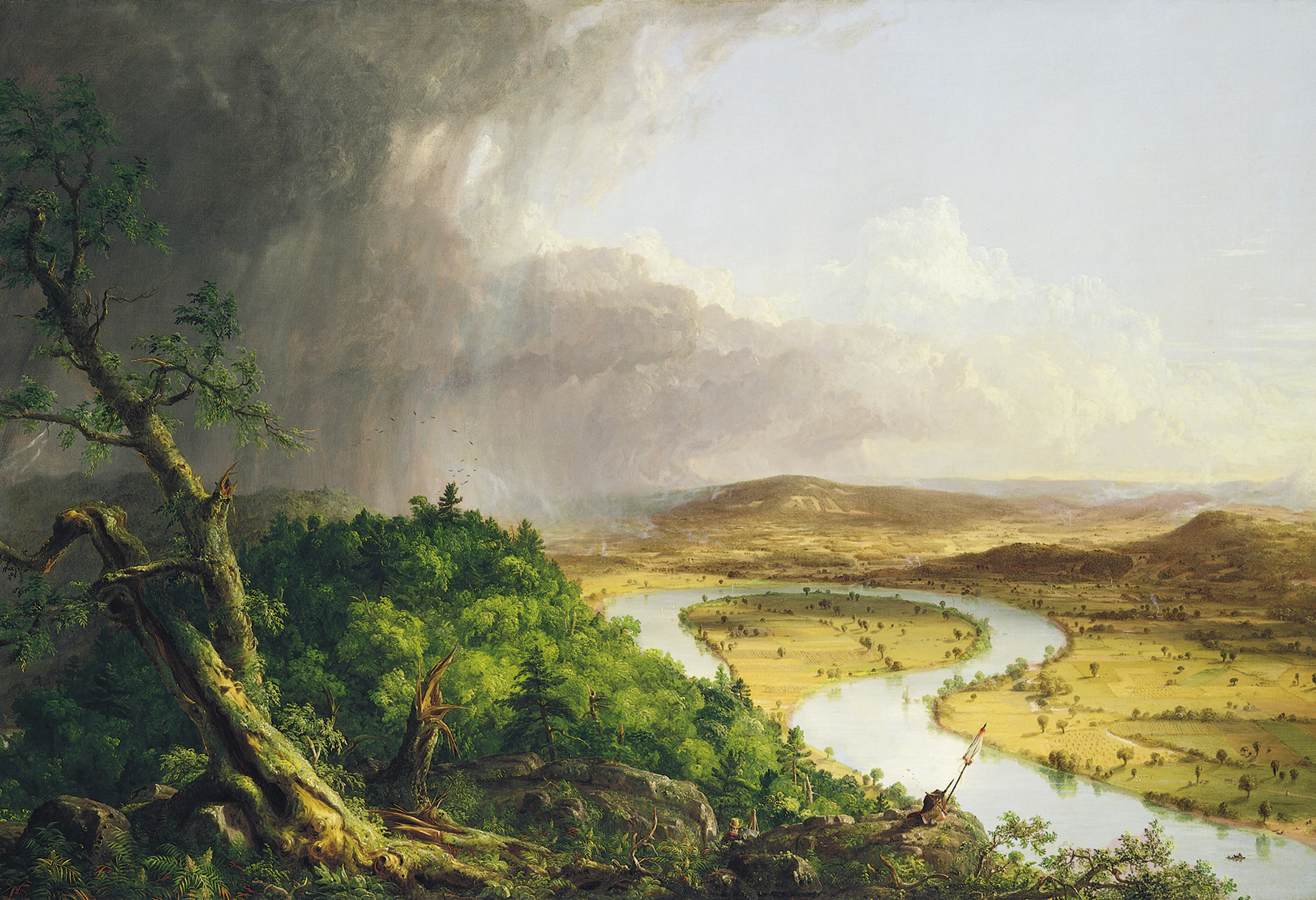
Le Méandre (The Oxbow), 1836, Metropolitan Museum of Art, New York

Parmi les tableaux de Cole qui ont acquis une certaine notoriété figurent également The Oxbow (Le Méandre, représentant un méandre du fleuve Connecticut) qui date de 1836, The Notch of the  White  Mountains (L'Encoche des Montagnes Blanches, représentant un défilé rocheux au fond d'une plaine), Daniel Boone près de sa cabane sur les bords du grand lac Osage et Lac aux arbres morts  qui appartient aux collections de l’Allen Memorial Art Museum.
Il est aussi l'auteur d'un Jardin d’Eden (1828), qui, avec un grand luxe de détails, montre Adam et Ève dans un paysage idyllique où abondent chutes d'eau, plantes luxuriantes et cervidés (musée Amon Carter, Fort Worth, Texas).

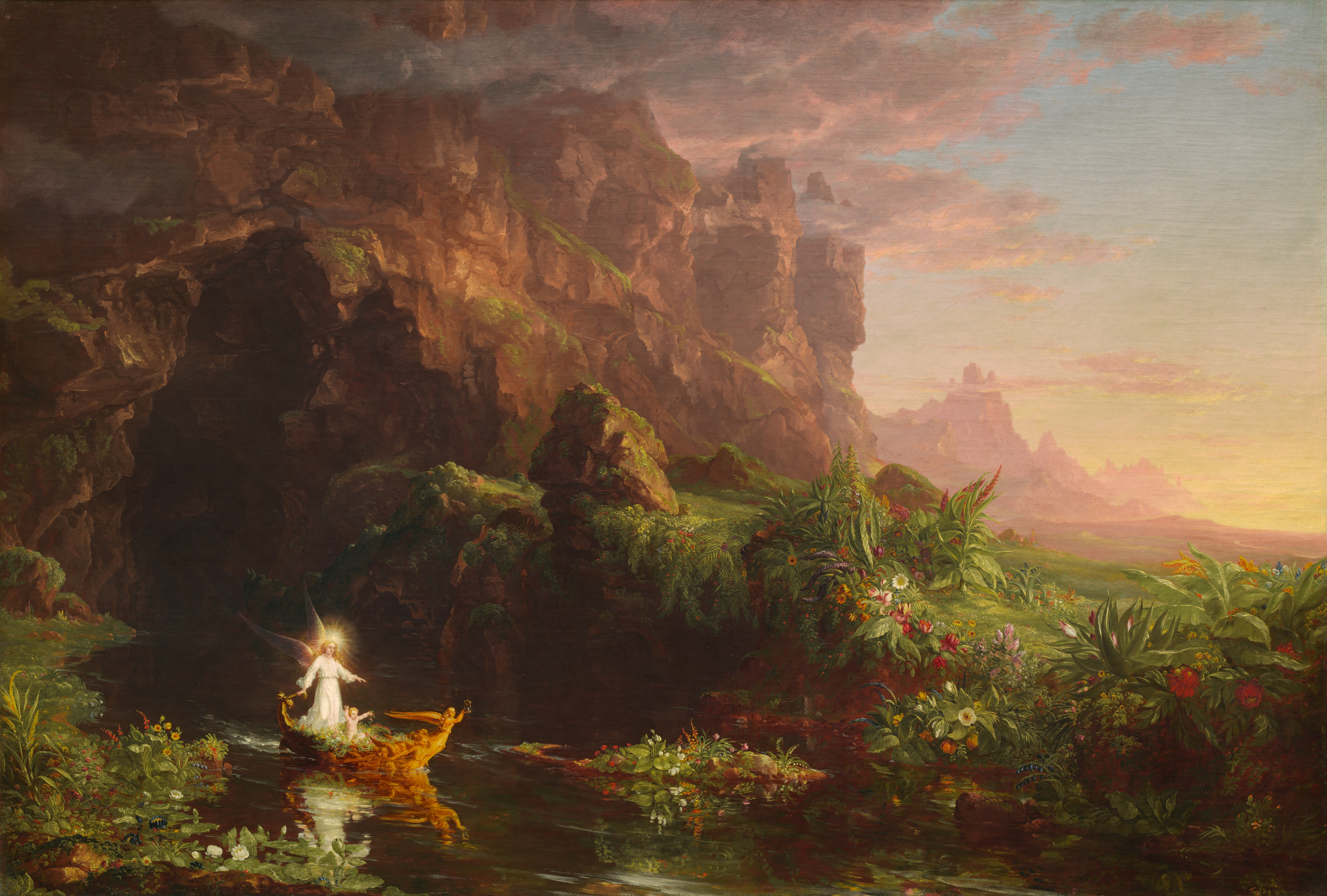
Enfance (1842)
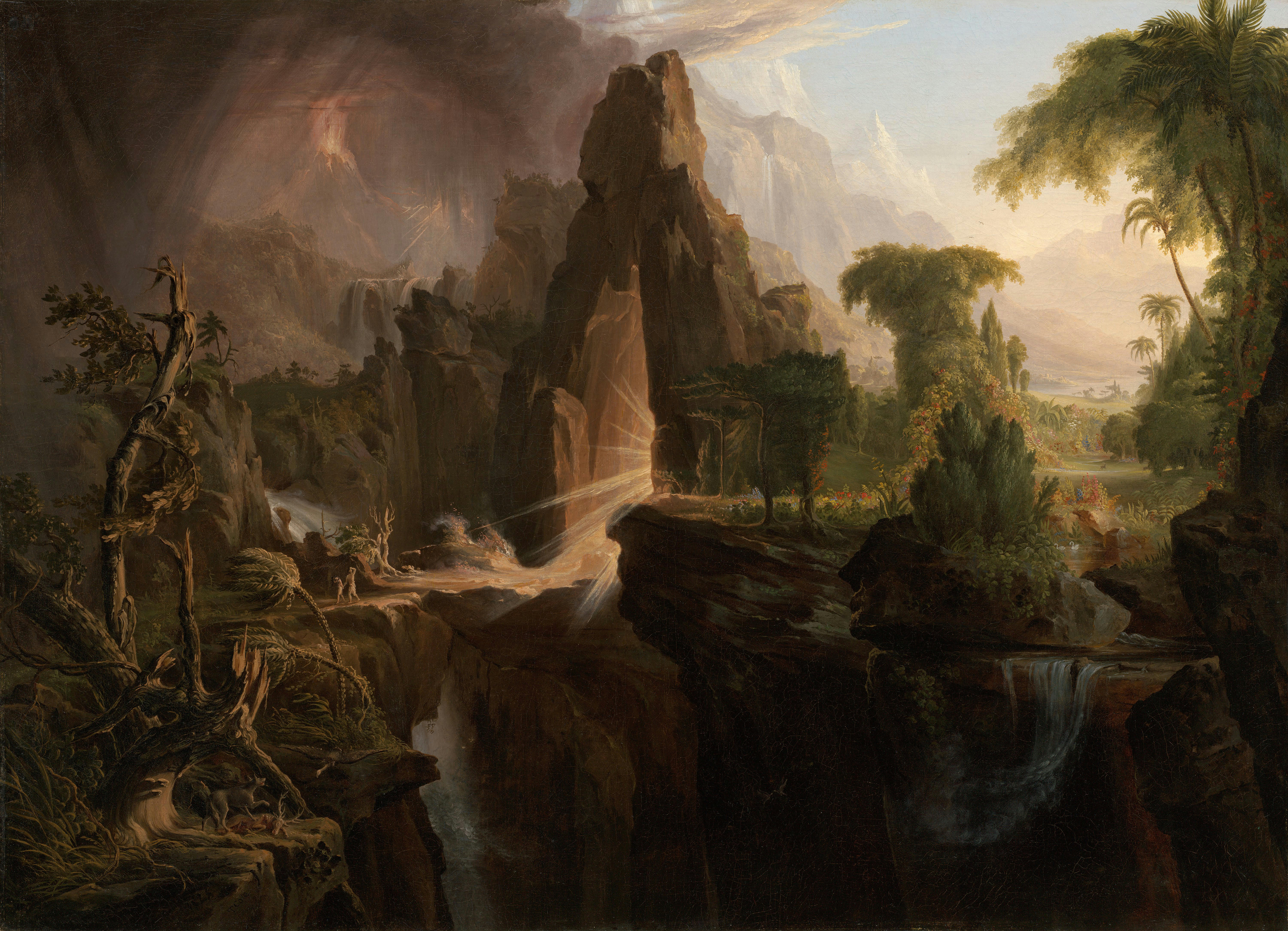
L'Expulsion du jardin d'Éden (1828)
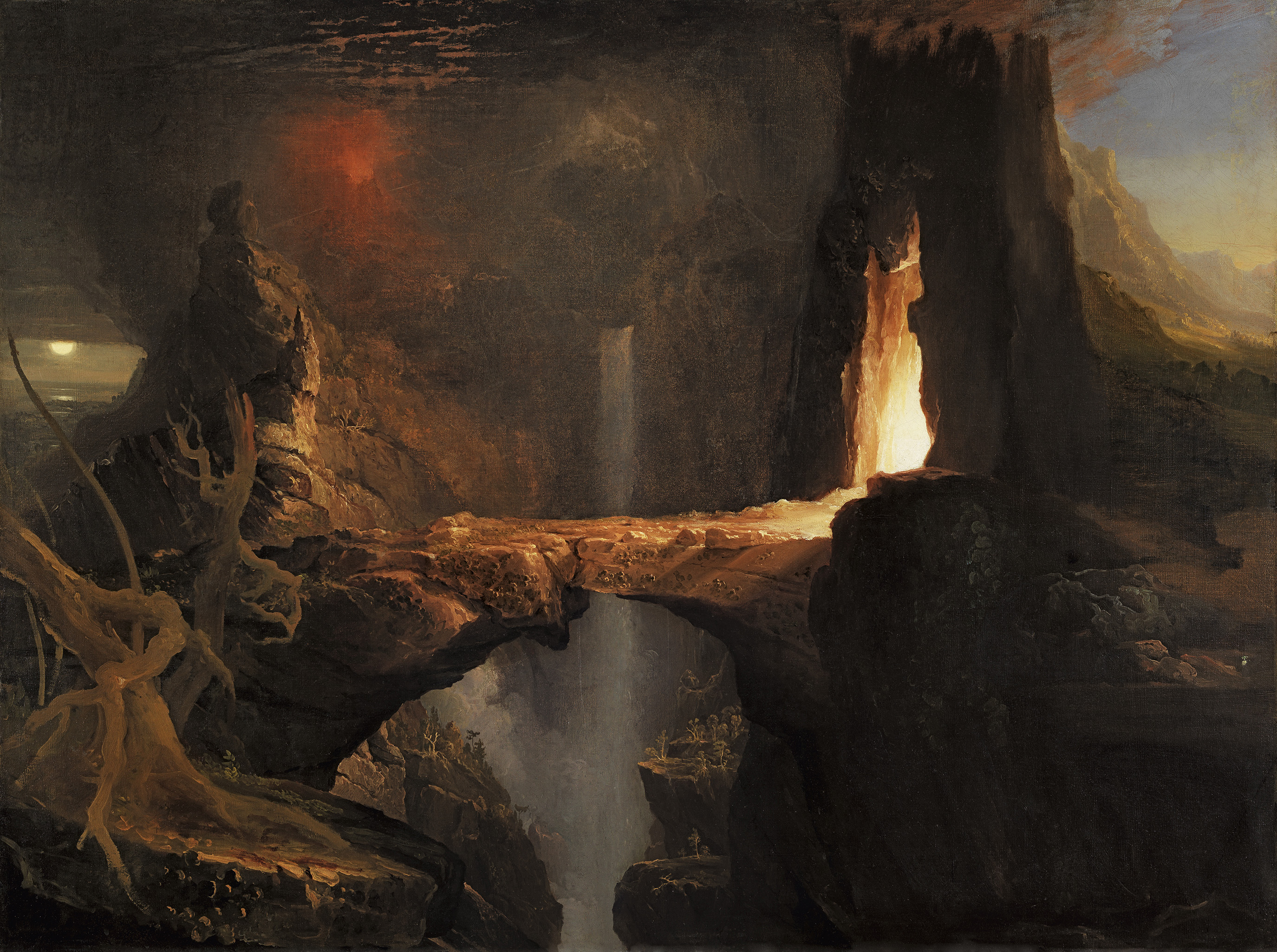
Expulsion. Lune et Lueur (1828)

### Catalogue

#### Tableaux
- Vue du Fort Putnam, huile sur toile, 1824-25. Philadelphia Museum of Art, Philadelphie. Promesse de donation de Charlene Sussel, 429-1994-1.
- Lac aux arbres morts, huile sur toile, 1825, 27 × 33 ¾ pouces. Allen Memorial Art Museum, Oberlin College, Oberlin (Ohio). Don de Charles F. Olney, 1904.1183.
- Paysage, huile sur toile, 1825, 23 ¾ × 31 ½ pouces. Minneapolis Institute of Arts, Minneapolis. Legs de Kate L. Dunwoody, 15.299.
- Daniel Boone assis près de la porte de sa cabane sur le grand lac Osage, huile sur toile, 1826. Mead Art Museum, Amherst College, Amherst (Massachusetts). Acheté par le musée, 1939.7.
- Les Chutes de Kaaterskill, huile sur toile,  1826, 9 ¾ × 7 ¾ pouces. Graham Williford Foundation for American Art, Wadsworth Atheneum, Hartford (Connecticut)
- Le Cours de l'empire, (1836-1841), huile sur toile, 100 × 161 cm, New-York Historical Society, New York.
- La Croix dans la contrée sauvage, 1845, huile sur toile, 61 × 61 cm, musée du Louvre, Paris.
- Scène d'un lac américain, (1844), huile sur toile, 46 × 62 cm, Detroit Institute of Arts, Détroit.
- Paysage avec une scène du Dernier des Mohicans, 1826, huile sur bois, 66 × 109 cm, collection Terra Foundation for American Art, Daniel J. Terra Collection, Chicago.
- La Tempête, vers 1825, huile sur bois, High Museum of Art, Atlanta, Géorgie, États-Unis.
- Le Bon Pasteur, 1848, Crystal Bridges Museum of American Art, Bentonville, Arkansas, États-Unis

## Postérité

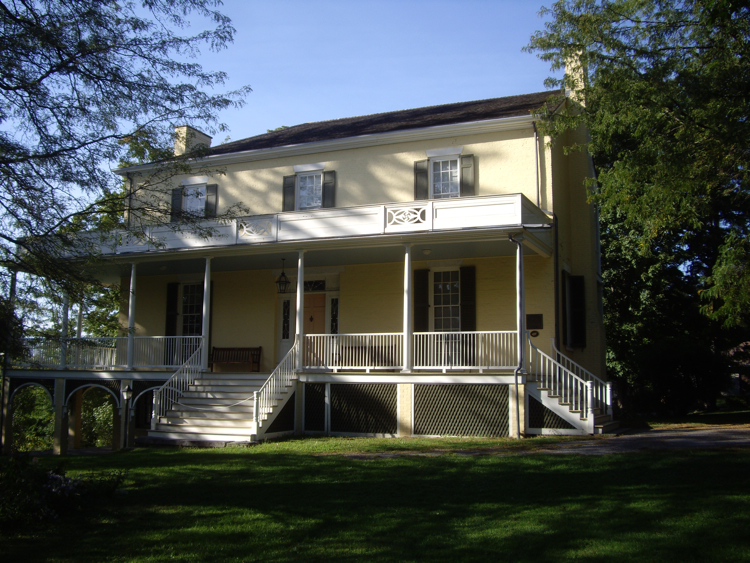
Cedar Grove

Le peintre Asher Brown Durand rendit hommage à Cole en 1849 en peignant Kindred Spirits (Âmes sœurs) qui montre Thomas Cole en compagnie du poète William Cullen Bryant au milieu d'un paysage des Catskills.  Le tableau, donné par la fille de  Bryant à la New York Public Library (Bibliothèque publique de New York) en 1904, fut revendu en 2005 pour une somme restée confidentielle à l'héritière de Walmart, Alice Walton. Frederic Edwin Church (1826-1900), un élève de Cole, a peint À la mémoire de Cole, en 1848, reprenant le thème de La Croix dans la contrée sauvage de ce dernier, sa croix figurant cette fois-ci, le tombeau de son maître.
Le quatrième sommet des Catskills porte le nom de « Mont Thomas Cole »  en son honneur. Le studio de Cedar Grove, ou « La Maison de Thomas Cole », a été classé monument historique en 1999 et ouvert au public.